# Simon Vollant
Pour les articles homonymes, voir Vollant.
Simon Vollant, né le 1er février 1622 à Lille, où il est mort le 30 mai 1696, est un ingénieur, entrepreneur et architecte français, anobli en 1685. 
Il construit la citadelle de Lille et devient le constructeur de fortifications le plus réputé auprès de Vauban, Louvois et Louis XIV. Il dirige ou contrôle les principaux travaux de fortification des villes, inspecte les différentes places fortes du nord du pays et conseille les généraux.
Comme architecte civil, il érige à Lille, la Porte de Paris, considérée par certains comme un chef-d'œuvre. Il dessine les plans du nouveau quartier Saint-André de Lille. Ses avis sont sollicités et suivis pour les travaux de canalisation de la Deûle et pour amener les eaux de l'Eure à Versailles. Il conçoit et construit également des hôtels particuliers, des maisons comme celles du Rang de Beauregard, divers immeubles et des places.

## Biographie
Simon Vollant est issu d'une ancienne famille lilloise d'entrepreneurs et architectes, alors désignés comme maîtres-maçons. Né en 1622, il est le fils de Jean Vollant, maître maçon (architecte), et de Jeanne Pronier, et le frère de François Vollant, architecte de l'église Sainte-Marie-Madeleine de Lille. 
En 1646, Simon Vollant est indiqué comme « maître maçon » (architecte) ayant plusieurs apprentis. Il est doyen des maîtres maçons chaque année de 1648 à 1659, année où son frère François lui succède à ce titre.

### Citadelles et places fortes

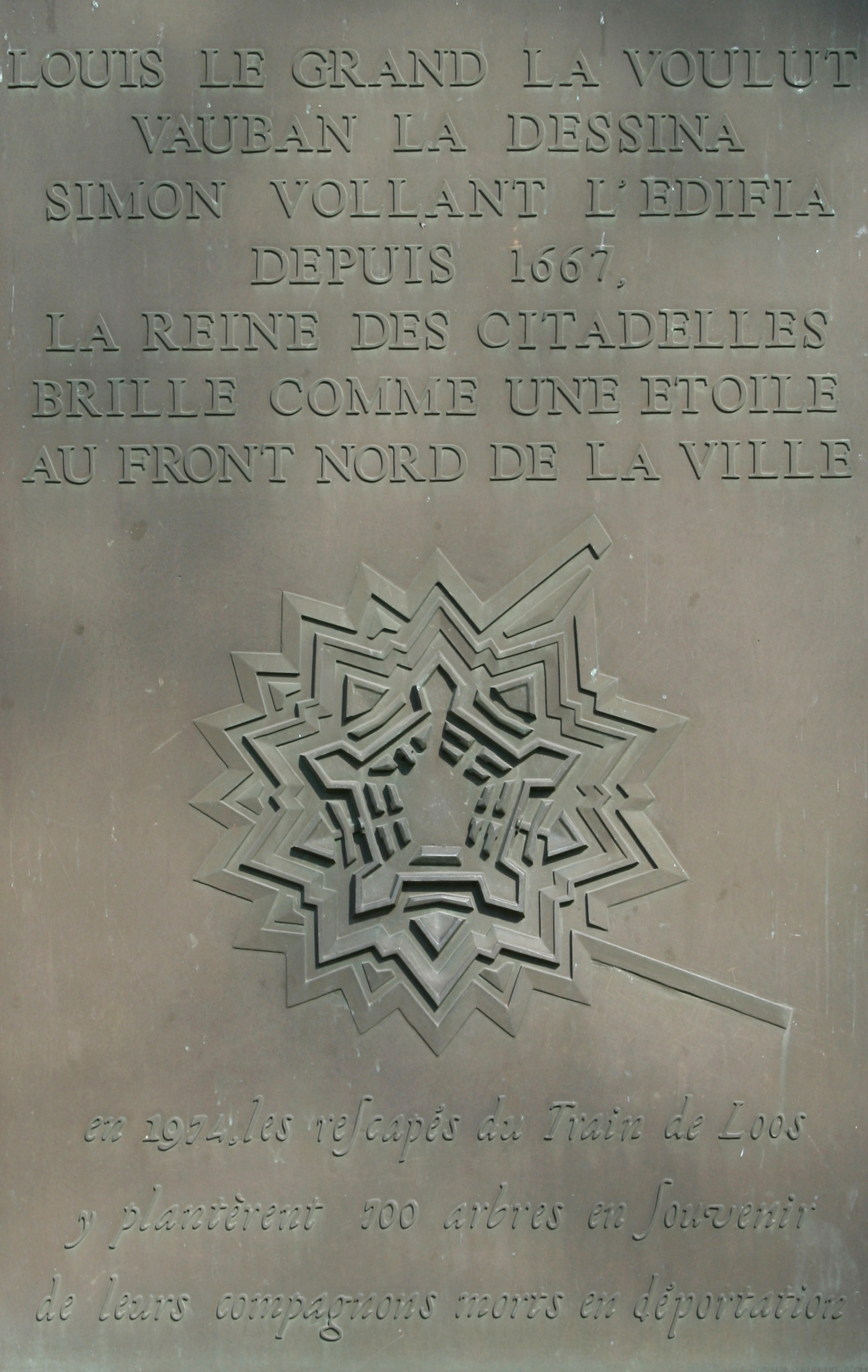
« Simon Vollant l'édifia » : Plaque sur la citadelle de Lille.

En 1667, Simon Vollant dirige le chantier de la construction de la citadelle de Lille selon les plans de Vauban. La collaboration entre les deux hommes se révèle exemplaire. 
La ville doit être agrandie, et Vauban imagine de financer une partie des travaux de fortification par la plus-value réalisée sur les terrains du nouveau quartier. Simon Vollant estime ce gain à plus de 800 000 livres, estimation confirmée par l'intendant. 
Pour la construction de la citadelle, Vollant emploie 6 000 ouvriers et rend compte à Vauban et à Louvois. Sur la recommandation du maréchal d'Humières, il est nommé ingénieur du roi et architecte ordinaire de ses armées, en récompense de ses services, selon une lettre de Louvois d'avril 1668,. 

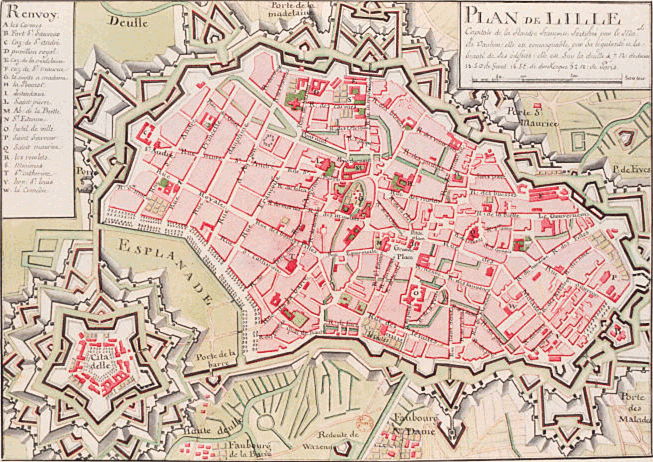
Lille fortifié par Vauban et Simon Vollant.

Simon Vollant dessine les plans du nouveau quartier Saint-André, de façon très régulière, autour de deux rues principales, les autres rues étant perpendiculaires. Ce quartier, en construction à partir de 1670, devient le « Saint-Germain » lillois, avec de nombreux hôtels particuliers. Il est en même temps chargé de construire la nouvelle enceinte de Lille, de 1671 à 1676, de nouveau sur les plans de Vauban.
Pendant la Guerre de Hollande, les avis de Vollant sont sollicités lors des conseils de guerre préparant les attaques des places, et « ses avis écoutés favorablement ne contribuèrent pas peu à la prise de ces places », selon Louis XIV.
Le roi choisit ensuite Simon Vollant pour contrôler les travaux sur les villes fortes de Courtrai, Ath et Bergues, et inspecter les villes et les places de Douai, du fort de l'Escarpe, d'Audenarde, de Halle, de Tournai, d'Arras et d'Ypres.
Puis Vollant dirige les travaux des fortifications de Menin, en liaison avec Louvois, et à la satisfaction du roi.

### La Porte de Paris

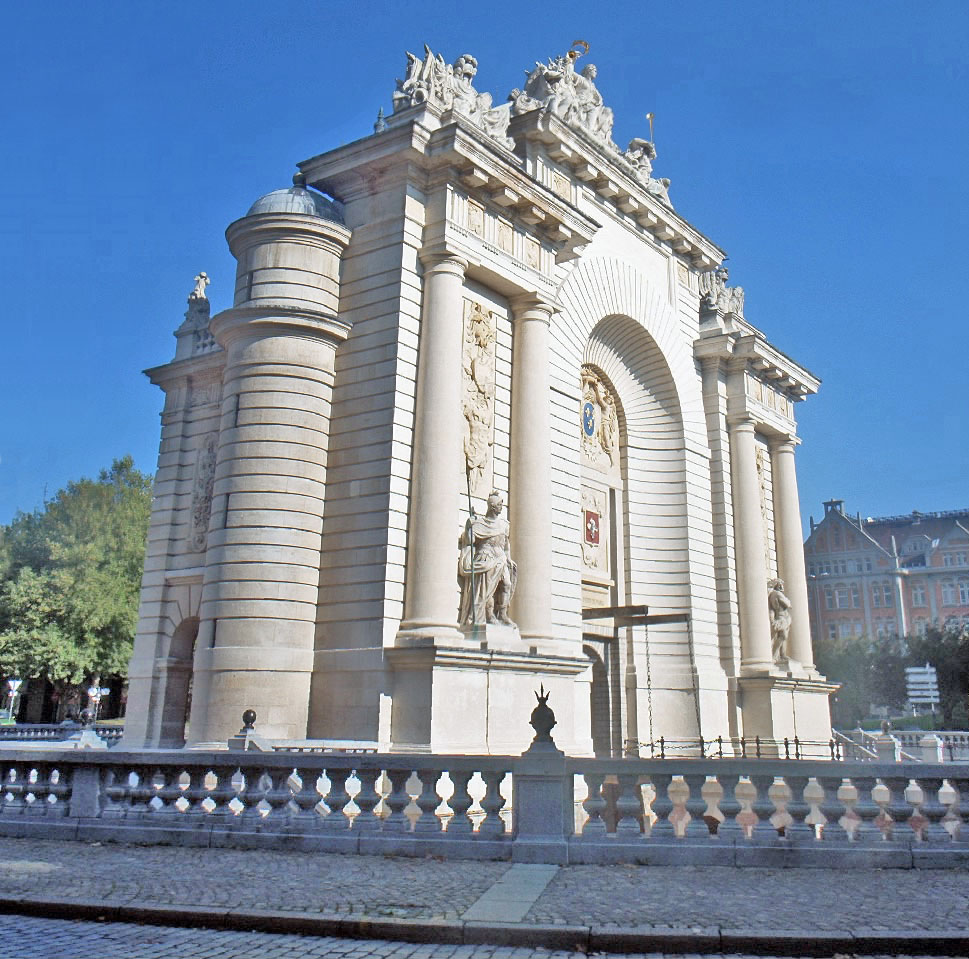
La Porte de Paris (Lille).

Simon Vollant est aussi sollicité pour l'architecture civile. Il détermine le moyen de percement du canal de la Deûle à la Scarpe, et donne ses avis « approuvés comme nécessaires » pour amener les eaux de l'Eure dans le château de Versailles. 
Pour célébrer le retour à la France de Lille et de la Flandre wallonne, sur ordre de Louvois et de Louis XIV, Simon Vollant transforme de 1685 à 1694 la Porte de Paris (alors appelée la Porte des malades), à Lille, en arc de triomphe. 
Le plan qu'il en fait est approuvé en septembre 1684 par Louis XIV et Louvois. Les travaux de l'arc de triomphe sont exécutés par tranches, selon les possibilités financières, et ne seront terminés que vers 1695, un an après la mort de Vollant.
La Porte de Paris répond ainsi plus à des impératifs de prestige qu'à un souci militaire. Elle est décorée de grandes colonnes doriques, de trophées et de statues. Mais la porte proprement dite n'est qu'une petite ouverture à la suite du pont-levis, ce qui donne encore à l'ensemble un rôle défensif, et le fait considérer comme « l'un des derniers chefs-d'œuvre de l'histoire militaire ».

### Autres travaux

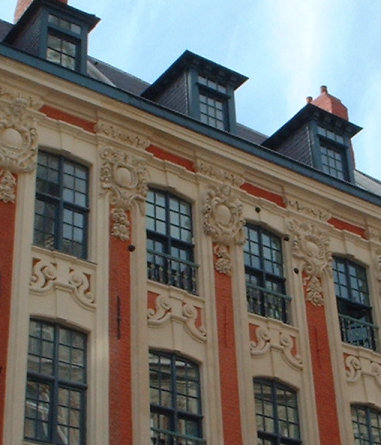
Les façades du Beau regard (1687).

On doit également à Vollant la conception et la construction en 1687 des maisons du « Rang de Beauregard » (ou Rang de Beau regard) sur la place du Théâtre à Lille. L'harmonisation imposée par la ville comprend des règles d'alignement, un plan à trois étages avec un grenier mansardé et une grande cave, le tout construit uniquement en pierre et briques. Vollant respecte ces règles et réalise une synthèse entre l'architecture classique française de l'époque et l'architecture flamande locale.
Il dessine aussi les plans de l'hôtel de Métilly, rue du Gros-Gérard, qui est achevé en 1695, un an après sa mort.
Il est par ailleurs nommé grand argentier (trésorier) de Lille à partir de 1671, ce qui mécontente les Lillois qui jugent anormal que leur trésorier soit en même temps, par son état de directeur des fortifications ou d'entrepreneur, un des principaux dépensiers. Il est ensuite procureur du Magistrat de Lille, à partir de 1684. Il meurt à Lille le 30 mai 1696.
Quelques auteurs attribuent aussi à Vollant le début de la construction du Pont-Neuf de Lille achevé en 1701 et de divers ouvrages ultérieurs, l'hôpital général, le Palais de justice et les Archives, qui seraient plutôt à attribuer à ses fils, ayant été construits et achevés après sa mort,.

### Armes

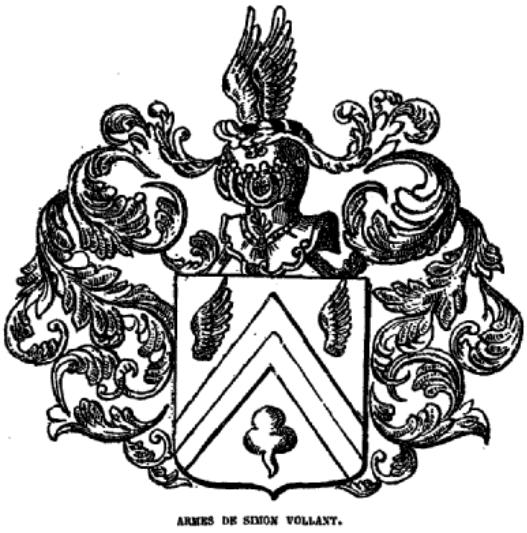
Armes de Simon Vollant

Il est anobli en 1685. Le règlement d'armoiries accompagnant ses lettres de noblesse lui attribue les armes « d'azur à un chevron d'or, accompagné en chef de demi-vols d'argent, et en pointe de trèfle du même ». Ce sont des armes parlantes avec les demi-vols pour « Vollant ».

### Famille
Simon Vollant épouse Marie Villain, originaire de Tournai, fille d'André Villain, doyen des maîtres maçons (architectes) de Tournai. 
- Ils ont comme enfants[5] :
  - François Pasquier Vollant, reçu maître maçon (architecte) en 1656.
  - Jean François Vollant, reçu comme son frère maître maçon en 1656.
  - Jean Vollant.
  - Marie-Catherine Vollant, épouse de Charles de Valori (1658-1734), lieutenant général et ingénieur militaire.
  - Marie-Jeanne Vollant.

Simon Vollant épouse en secondes noces Marguerite-Félicité Haccou.

## Hommages
- Anoblissement en 1685.
- Plaque sur la citadelle de Lille : « Louis le Grand la voulut / Vauban la dessina / Simon Vollant l'édifia ».
- Place Simon-Vollant, à Lille, place où est située la Porte de Paris qu'il a édifiée.
- Rue Simon-Vollant à Lambersart.